# Горлов Анатолій Федорович
Анатолій Федорович Горлов (22 грудня 1948 в селі Любимівка Михайлівського, нині Василівського району Запорізької області — 3 січня 2023) — український журналіст, головний редактор газети «Голос України» (2002-2023).

## Відзнаки
- Орден «За заслуги» 2-го ступеня (2010, за вагомий особистий внесок у розвиток вітчизняної журналістики, детальне і оперативне висвітлення у засобах масової інформації найактуальніших подій суспільного життя, високу професійну майстерність та з нагоди Дня журналіста).[2]
- Орден «За заслуги» 3-го ступеня (2005).